# Baron Loch

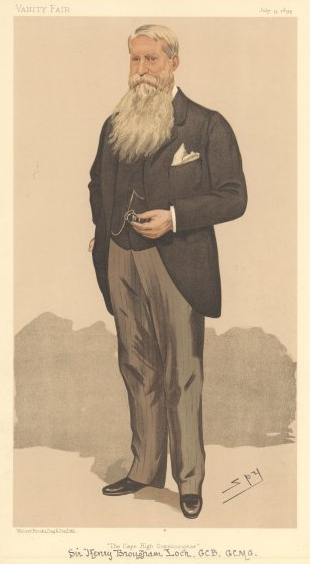
Henry Loch, 1. Baron Loch

Baron Loch, of Drylaw in the County of Midlothian, war ein erblicher britischer Adelstitel in der Peerage of the United Kingdom.
Der Titel wurde am 18. Juli 1895 für den Kolonialgouverneur Sir Henry Loch geschaffen.
Der Titel erlosch beim Tod seines Enkels, des 4. Barons, am 24. Juni 1991.

## Liste der Barons Loch (1895)
- Henry Brougham Loch, 1. Baron Loch (1827–1900)
- Edward Douglas Loch, 2. Baron Loch (1873–1942)
- George Henry Compton Loch, 3. Baron Loch (1916–1982)
- Spencer Douglas Loch, 4. Baron Loch (1920–1991)